# Obrtince
Obrtince (cyr. Обртинце) – wieś w Serbii, w okręgu toplickim, w mieście Prokuplje. W 2002 roku liczyła 14 mieszkańców.